# Ghasr-e Jakub
Ghasr-e Jakub – wieś w południowym Iranie, w ostanie Fars. W 2006 roku miejscowość liczyła 334 osoby w 83 rodzinach.